# Теплово (Івановська область)
Теплово (рос. Тёплово) — присілок в Палехському районі Івановської області Російської Федерації.
Населення становить 235 осіб. Входить до складу муніципального утворення Майдаковське сільське поселення.

## Історія
Від 2005 року входить до складу муніципального утворення Майдаковське сільське поселення.

## Населення
| 1859 | 1905 | 2002 | 2010 |
| ---- | ---- | ---- | ---- |
| 255  | ↘231 | ↗293 | ↘235 |